# Gabrielle Mayo
Gabrielle Mayo (ur. 26 stycznia 1989) – amerykańska lekkoatletka, sprinterka.

## Osiągnięcia
- 2 medale Mistrzostw Świata Juniorów (Pekin 2006), złoto w sztafecie 4 x 100 metrów oraz srebro na 100 metrów)

8 sierpnia 2006 w Eugene amerykańska sztafeta 4 x 100 metrów w składzie: Bianca Knight, Jeneba Tarmoh, Elizabeth Olear oraz Mayo ustanowiła do dziś aktualny rekord świata w kategorii juniorek (43,29).

## Rekordy życiowe
- bieg na 100 m – 11.13 (2009)
- bieg na 200 m – 22.88 (2006)